# Johan Gabriel Doppelmayr

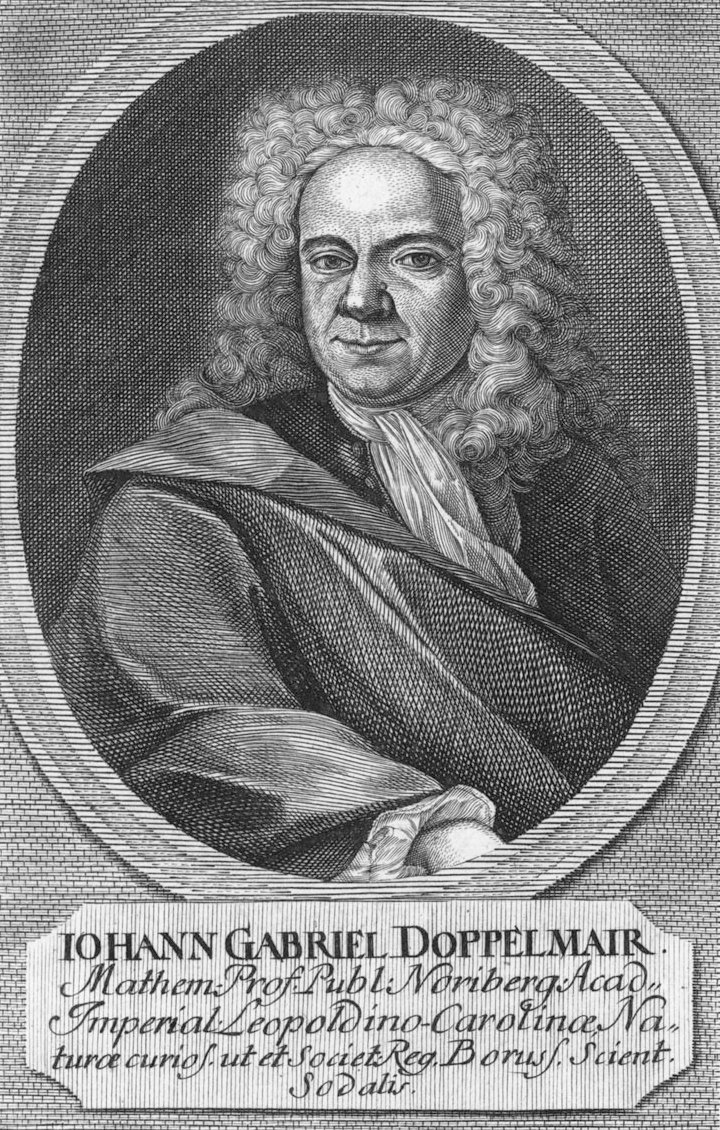
Johan Gabriel Doppelmayr

Johann Gabriel Doppelmayr (Doppelmayer and Doppelmair, n. 27 septembrie 1677 – d. 1 decembrie 1750) a fost un matematician, astronom și cartograf german.
A fost fiul unui comerciant prosper.
În 1696, părinții l-au trimis la Altorf să studieze dreptul, studiu pe care îl abandonează în favoarea științelor matematice și fizice.
În 1700 a întreprins un circuit pe la universitățile din Berlin, Amsterdam, Utrecht pentru a se specializa în matematică, ocazie cu care învață limbile franceză, italiană și engleză.
În 1701 a învățat astronomia și tehnica șlefuirii sticlei la Leyden.
După o scurtă vizită la Londra și Oxford, în 1702 se stabilește la Nürnberg ca profesor de matematică, unde a funcționat timp de 46 de ani.
A fost membru al academiilor din Londra, Prusia și Sankt Petersburg.

## Scrieri
- 1705: Tabulae astronomicae
- 1707: Kurze Erklaerung über zwei neue Hommaniche Karten des Copernikanischen Systems
- 1714: Einleitung zue Geographie
- 1731: Phisica experimentis illustrata
- 1742: Atlas Coelestis.